# Айхгорн, Луис Гильермо
Луис Гильермо Айхгорн (исп. Luis Guillermo Eichhorn; 26 июня 1942, Gilbert, Энтре-Риос — 25 мая 2022, Гуалегуайчу, Энтре-Риос) — аргентинский католический прелат, третий епископ Гуалегуайчу с 5 декабря 1996 года по 30 ноября 2004 года, третий епископ Морона с 30 ноября 2004 года по 30 июня 2017 года.

## Биография
Родился 26 июня 1942 года в селении Гильберт, Аргентина. 21 декабря 1968 года был рукоположён в священники для служения в епархии Морона. Служил в течение 17 лет духовным наставником и ректором малой семинарии святого Пия XII епархии Гуалегуайчу.
5 декабря 1996 года Папа Римский Иоанн Павел II назначил его епископом Гуалегуайчу. 19 марта 1997 года состоялось его рукоположение в епископы, которое совершил епископ-эмерит Гуалегуайчу Педро Бокслер в сослужении с архиепископом Параны Эстанислао Эстебаном Карличем и епископом Конкордии Адольфо Герстнером.
30 ноября 2004 года Папа Римский Иоанн Павел II назначил его епископом Морона. Торжественная интронизация состоялась 12 марта 2005 года.
Ушёл в отставку по возрасту 30 июня 2017 года.
Скончался 25 мая 2022 года.